# Възнесение Господне (Шумен)
„Свето Възнесение Господне и Свети Георги“ е най-старата православна църква в Шумен, България. Свидетелства за нейното съществуване са открити след основен ремонт на храма през 1933 г., когато под пода ѝ са намерени основите на църкви, вписани една в друга, датирани от времето на българското средновековие.

## Епископско седалище
Старите изследователи отнасят църквата „Св. Възнесение“ към предосманския период на Шумен. Според Ив. Моллов нейният произход е „може би от Втората българска държава... била много пъти ремонтирана и преправяна“.
През втората половина на XVII век поради причини от политически, демографски и стопански характер, настъпва преместване на резиденцията на епископа на Преслав в Шумен. Според архиепископ Франческо Соймирович е налице трайното му установяване там през 1666 г. Това се потвърждава от сведенията, съдържащи се в една енциклика на патриарх Йеремия III Константинополски от 1720 г.В летописа на хаджи Велико от Шумен е споменато,че на 19 май 1774 г. е направен десетдневен ремонт на храма и на единайсетия е отслужена света литургия. По време на Руско-турската война от 1828 г. църквата е използвана от османците като склад за храни, а по-късно са предприети действия за възстановяването и зографисването ѝ и през 1831 г. тя е осветена от владиката Григорий. В запазения до днес каменен надписн а храма се чете: „...сетворися храм сей, Вознесение г[оспо]да ис[уса] х[ри]с[та], и света[го] Велик. мученика георгиа Во Време самодержавнаго ц[a]ря султ[ана] махмуда и архиепископа Антима, в лето от р[о]ж[дес]тва хр[ис]това 1829 : сптемврий 1.“ По повод на това възобновление Илия Блъсков записва: „На мястото на днешната вече стара църква „Св. Възнесение“ е имало друга по-стара от незапомнени години; тя била много ниска, вкопана в земята, както всички наши по тях времен църкви. В тая стара църква не е било вече възможно да се служи. В времето на войната [1829 - 29 г.] тя служила за влагалище на военни припаси, била е препълнена с храна, това е спомогнало за поскорото ѝ грохване ; тя е била вече на събаряне.
През 1933-1940 г. е извършен цялостен ремонт.
В двора на църквата са погребани двама князе: Великия драгоман Димитър Мурузи и Валериан Мадатов, починал при обсадата на Шумен през 1828 г. от туберкулоза.